# Bing Liu
Bing Liu é um produtor cinematográfico americano. Como reconhecimento, foi nomeado ao Óscar 2019 na categoria de Melhor Documentário em Longa-metragem por Minding the Gap (2018).